# Lanceur aéroporté

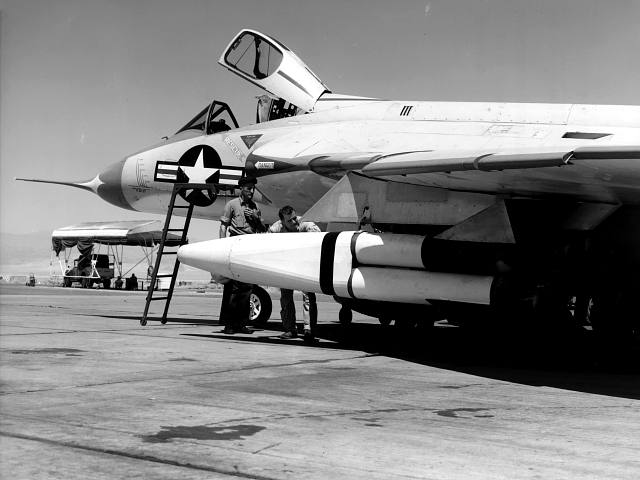
Le premier projet de lanceur aéroporté est le NOTS-EV-1 Pilot, ici emporté par un F4D-1 Skyray en 1958.

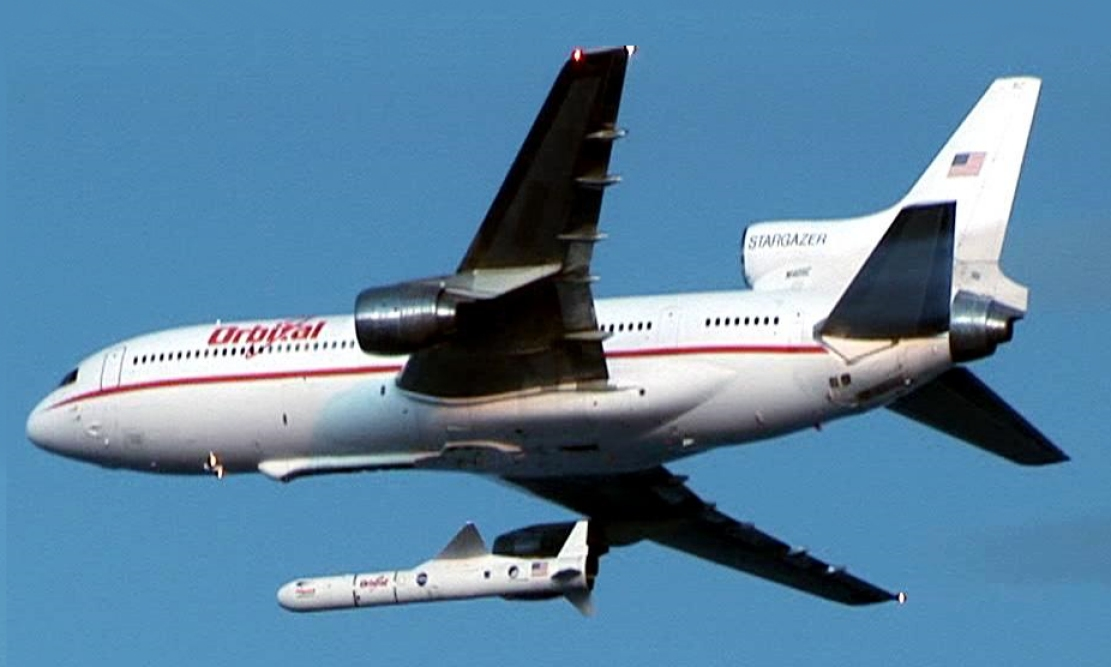
La fusée aéroportée Pegasus qui emporte 3 microsatellites est larguée par son avion porteur.

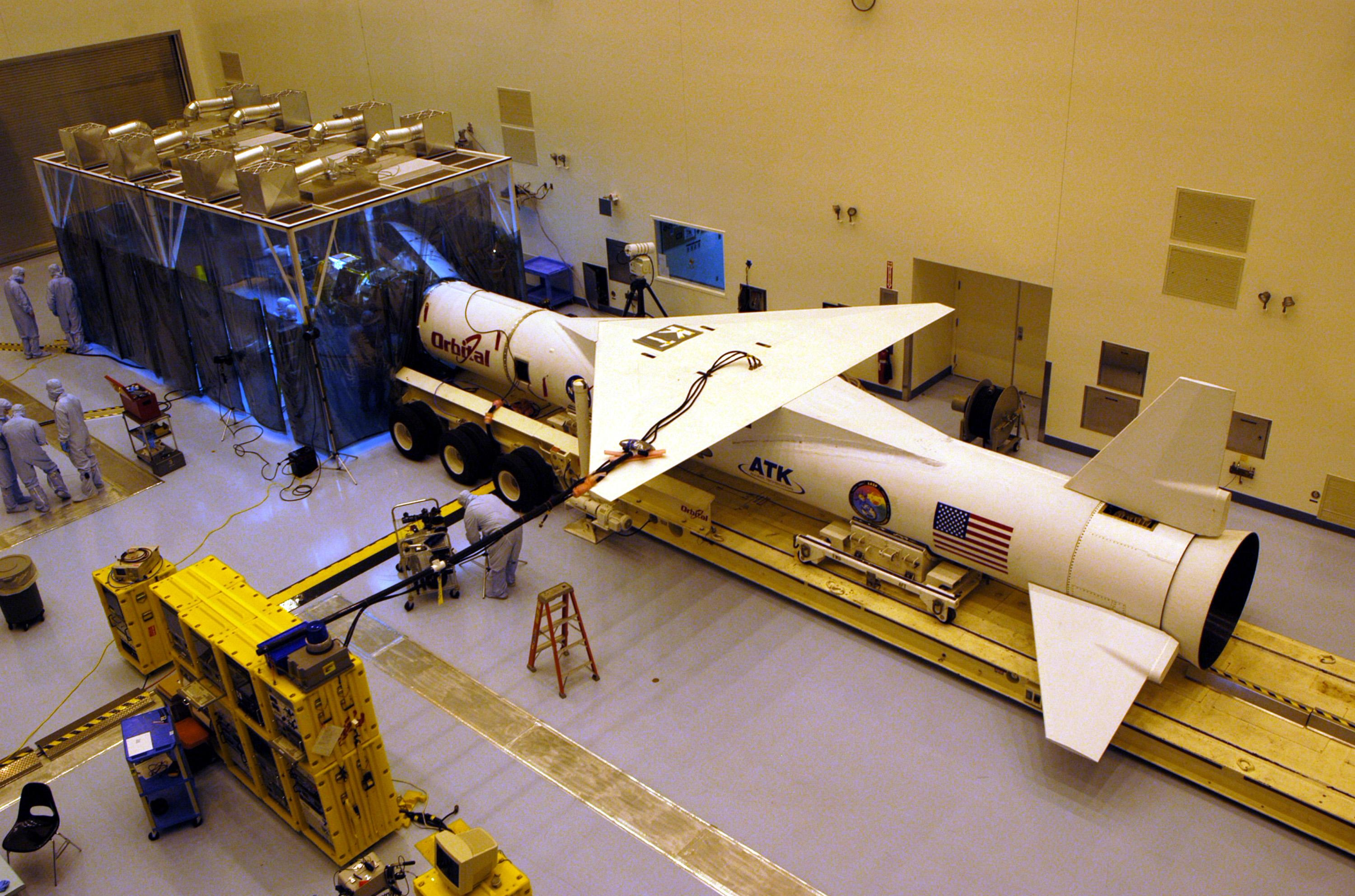
Pegasus en cours d'assemblage. La charge utile à la tête de la fusée est isolée dans une petite salle blanche.

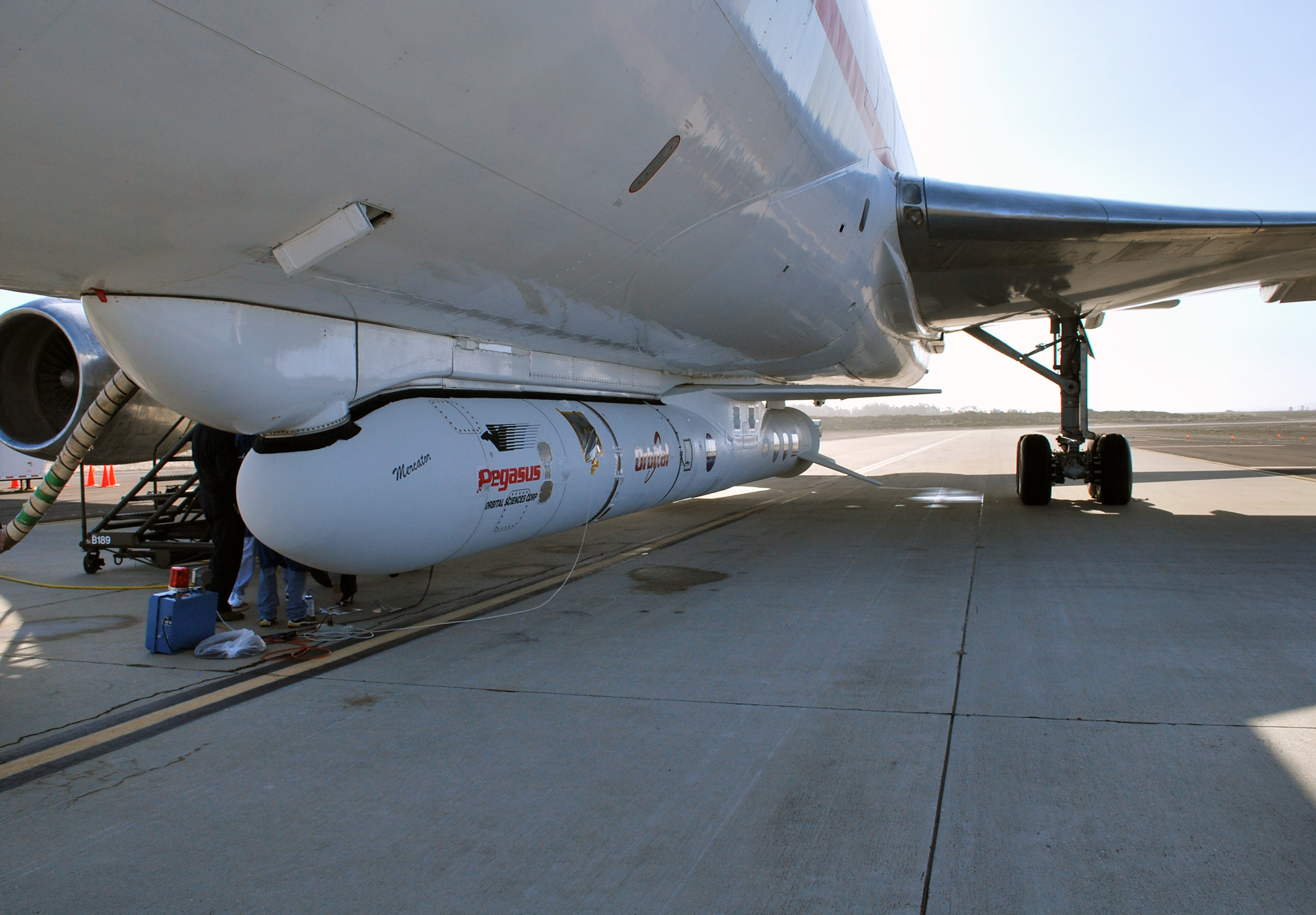
L'avion porteur Lockheed TriStar du de Pegasus a été fortement aménagé pour pouvoir mettre en œuvre le lanceur.

Un lanceur aéroporté est une petite fusée utilisée pour placer un satellite en orbite et qui présente la particularité d'être tirée depuis un avion porteur plus lourd en vol. Cette technique réservée au lancement de petites charges utiles présente théoriquement plusieurs avantages qui permettent d'abaisser les couts et le délai de mise en œuvre. De nombreux projets de lanceur aéroporté ont été étudiés par le passé ou sont à différentes phases d'étude. Ce concept a été testé à partir de 1958 en considérant une utilité en tant que missile antisatellite. En pratique, en janvier 2018, seul le lanceur Pegasus est opérationnel.

## Principe de fonctionnement
Un lanceur aéroporté est une fusée multi-étages qui comporte les mêmes composants qu'un lanceur classique. Pour son lancement elle est fixée sous le fuselage de son avion porteur. Celui-ci décolle puis monte à haute altitude pour se diriger vers le point de largage qui dépend des caractéristiques de l'engin spatial satellisé et prend en compte des impératifs de sécurité. Une fois atteint sa destination l'avion prend une assiette et une direction déterminée par les caractéristiques de l'orbite et les limites opérationnelles de l'avion (différentes si l'avion porteur est à l'origine un chasseur ou un avion de l'aviation civile). Le lanceur est alors largué et après quelques secondes pour lui permettre de se stabiliser et à l'avion porteur de s'écarter, les moteurs du premier étage sont mis à feu. Le lanceur prend l'assiette prévue en se cabrant si nécessaire. Le déroulement de la suite du lancement est similaire à celui d'un lanceur classique. 
Des missiles antisatellites embarqués sur des avions de combat peuvent être considérés dans cette catégorie.

## Avantages théoriques et inconvénients du lanceur aéroporté

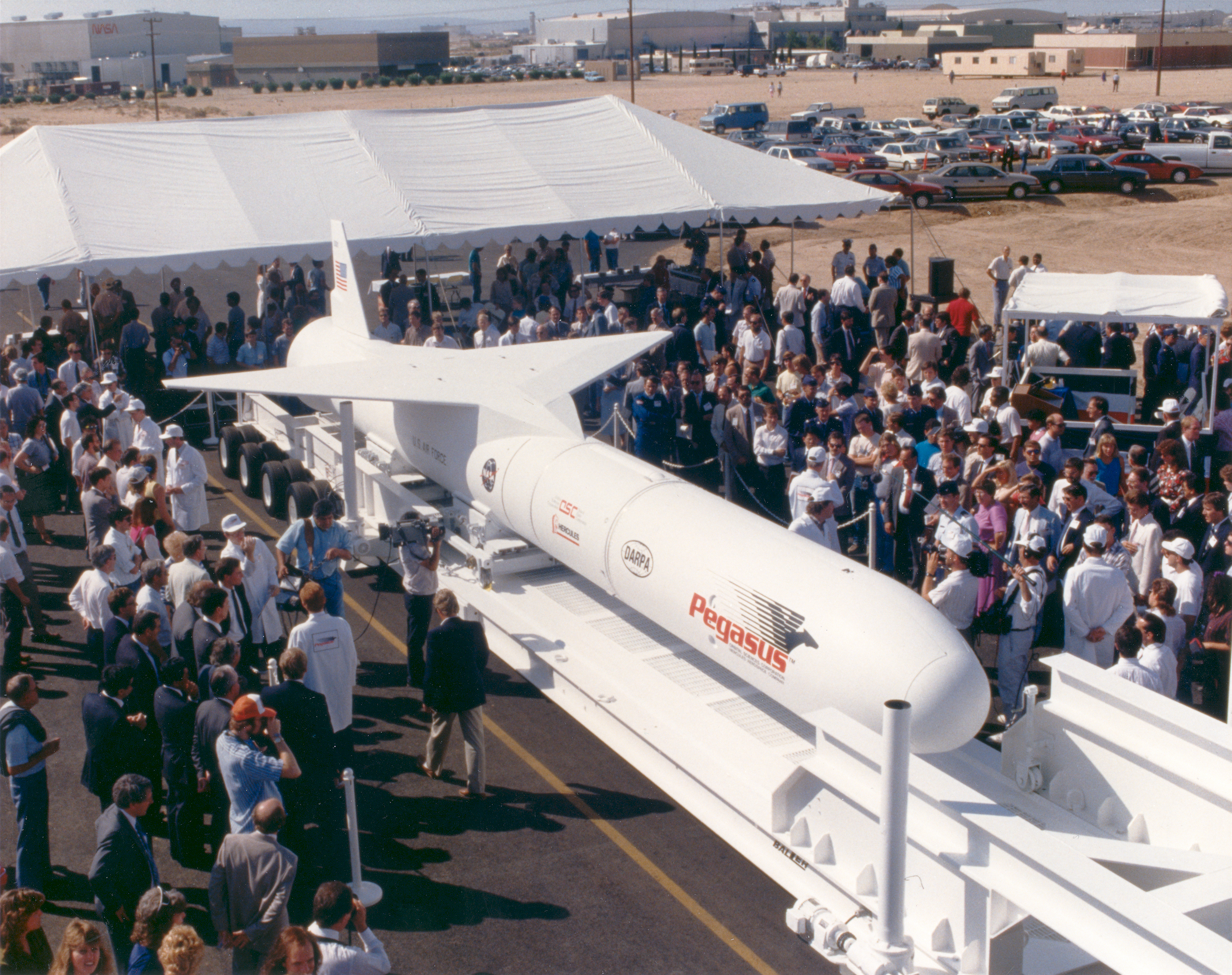
Cette image montre un lanceur Pegasus au sol avant son vol sur un B-52.

Le lanceur aéroporté est largué alors que la vitesse de l'avion porteur atteint environ Mach 0,8 et à une altitude d'environ 8 000 mètres. À cette altitude l'air est beaucoup moins dense. En combinant les avantages liés à sa vitesse initiale, à la réduction de la trainée liée à la plus faible densité de l'atmosphère et à l'altitude de largage (les forces de gravité agissent moins longtemps), le gain est estimé à 10 % du delta-V total nécessaire pour la satellisation en orbite basse (7,7 km/s). De manière mécanique, ce gain permet d'augmenter d'environ 2,5 % le ratio masse de charge utile sur masse totale sans nécessiter le recours à des ergols très performants (mais complexes à mettre en œuvre) ou l'utilisation d'une structure excessivement allégée.
Un lanceur aéroporté permet, contrairement à un lanceur classique, de choisir son lieu de lancement ainsi que l’azimut de lancement. Il permet dans une certaine mesure d'échapper aux aléas météorologiques. Aucune installation de lancement n'est nécessaire : l'avion porteur décolle d'une piste d'aéroport normale. 
L'expérience acquise avec Pegasus montre que le cout d'un lancement aéroporté peut être supérieur à celui d'un lancement classique en particulier du fait des couts associés à l'avion-porteur.
Le lanceur aéroporté pourrait servir d'alternative si les conditions ne permettaient pas de lancer une fusée verticalement du sol en orbite pour certaines raisons, telles que des catastrophes naturelles (tremblements de terre, tsunamis, inondations et éruptions volcaniques).

Le PDG de SpaceX, Elon Musk, a soutenu lors d'une session de questions-réponses à la Royal Aeronautical Society que l'augmentation des performances liées au lancement aéroporté ne vaut pas la complexité et les limitations que cela ajoute  : 
"... il semble que... vous êtes haut là-haut et donc sûrement que c'est bien et que vous allez à... Mach 0,7 ou 0,8 et que vous avez une certaine vitesse et altitude, vous pouvez utiliser un divergent plus long. Est-ce que tout cela n'ajoute pas une amélioration significative de la charge utile en orbite ? La réponse est non, malheureusement. C'est une amélioration assez faible. C'est peut-être une amélioration de 5% de la charge utile en orbite... et puis vous avez cet énorme avion à gérer. Ce qui est juste comme avoir un étage. Du point de vue de SpaceX, serait-il plus judicieux d'avoir un avion gigantesque ou d'augmenter la taille du premier étage de 5 % ? Eh bien, je vais prendre la deuxième option. Et puis, une fois que vous dépassez une certaine taille [de lanceur], vous ne pouvez tout simplement pas agrandir l’avion. Lorsque vous larguez... la fusée, vous avez le léger problème que vous n'allez pas dans la bonne direction. Si vous regardez ce qu'Orbital Sciences a fait avec Pegasus, ils ont une aile delta pour faire la manœuvre de virage, mais cette aile ajoute beaucoup de masse. Vous êtes capable de convertir principalement, mais pas entièrement, votre vitesse horizontale en vitesse verticale, ou presque verticale, et le résultat n'est vraiment pas génial."
En 2022, Clubic publie un article en forme de bilan sur les lancements aéroportés intitulé "Les lancements de fusées orbitales portées par avion, un délicat compromis".

## Projets de lanceurs aéroportés
Testé
- NOTS-EV-1 Pilot (en) : premier projet du genre, testé sans aucun succès à 10 reprises entre le 4 août et le 28 aout 1958
- NOTS-EV-2 Caleb (en) : testé entre 1960 et 1962.

Opérationnels
- Pegasus : premier vol en 1990. Charge utile maximale 450 kg

En développement
- LauncherOne de Virgin Galactic
- Projet de l'Académie chinoise de technologie des lanceurs lancé depuis la soute d'un Xian Y-20[4]
- ALTAIR (Air Launch space Transportation using an Automated aircraft and an Innovative Rocket) de l'ONERA

Abandonné
- Airborne Launch Assist Space Access : avant l'arrêt du programme, le premier vol prévu fin 2015. Charge utile maximale 45 kg
- Projet SOAR de Swiss Space Systems abandonné en 2016
- Lanceurs MLV/MLV Heavy associés à l'avion porteur Stratolaunch (abandonné début 2019)